# 生ける屍 (1918年の映画)
『生ける屍』（いけるしかばね）は、1918年（大正7年）製作・公開、日活向島撮影所製作、日活配給による日本のサイレント映画である。

## 製作
1900年（明治33年）前後、ロシア帝国（現在のロシア）のレフ・トルストイが執筆し、死後発表された戯曲『生ける屍』を、1917年（大正6年）に島村抱月の芸術座が松井須磨子を主演に上演している。日活向島撮影所では、1914年（大正3年）に同じく芸術座がトルストイの『復活』を上演し、これを映画化した『カチューシャ』を製作、ヒットさせた経緯があり、本作を製作した。脚本には『カチューシャ』同様に桝本清、監督には、同年、岡本綺堂原作の『暁』で監督としてデビューした田中栄三が起用された。
従来の同社の映画では、監督名等がクレジットされていなかったが、本作では、イタリア映画を真似て、アヴァンタイトルに監督名、撮影技師等の名をクレジットしたという。本作は、向島の「革新映画」の第1作と呼ばれた。従来、同撮影所のトップスター女形として活躍し、『カチューシャ』にも主演した立花貞二郎は、本作のリイザ役を最後に、同年11月11日、満25歳で死去、本作が遺作となった。サーシャを演じたのは、のちの映画監督衣笠貞之助である。
ロケーション撮影は長野県北佐久郡軽井沢町で行われた。

## 公開
本作は、同年3月31日、浅草公園六区の遊楽館を筆頭に公開された。本作は『生ける屍』の映画化としても早く、ロシア国内で1911年（明治44年）に製作・公開されたボリス・チャイコフスキーが監督した作品についで、世界で2番目の映画化となった。当時の浅草・オペラ館の日活専属活動弁士・土屋松濤は本作を観て驚き、場面数も多く、当時の弁士の手法であった声色が入れようがなく、このような作品を製作しつづけるなら日活を退社すると本社に抗議を行った。結果としては、撮影所首脳は場面数に制限をかけ、旧来の新派悲劇を再生産することとなった。
本作のフィルムプリントは、東京国立近代美術館フィルムセンターには所蔵されていない。

## スタッフ
- 監督 : 田中栄三
- 原作 : レフ・トルストイ
- 脚本 : 桝本清
- 撮影 : 藤原幸三郎、坂田重則

## 作品データ
- 製作 : 日活向島撮影所
- 上映時間（巻数） : 5巻
- フォーマット : 白黒映画 - スタンダードサイズ（1.33:1） - サイレント映画
- 公開日 :  日本 1918年3月31日
- 配給 :  日活
- 初回興行 : 浅草・遊楽館

## キャスト
- 山本嘉一 - フョードル
- 立花貞二郎 - リイザ
- 中村菊丸 - ミーシャ
- 二島竹松 - アンナ・パヴロヴナ
- 衣笠貞之助 - サーシャ
- 大村正雄 - カレーニン
- 染谷廣之助 - カレーニナ、イワーノフ
- 新井淳 - アブレズコフ公爵、エフレーモフ
- 佐久間一郎 - アブレズコフ公爵夫人
- 横山運平 - マカロヴィチ
- 東二郎 - イヴァノヴナ
- 東猛夫 - マーシャ
- 藤野秀夫- アレクサンドロフ
- 水島亮太郎 - ペトゥシュコフ、巡査、酔漢
- 藤川三之助- アルチェミエフ
- 高木桝次郎 - 酒場の主人、アブレズコフ公爵家の召使
- 大井吉彌 - フョードル家の女中
- 木藤しげる - アブレズコフ公爵家の女中
- 小泉春雄 - カレーニン家の乳母
- 戸田辨流 - 身を投げる男
- 桂木正夫
- 五月操
- 石井漠 - ジプシーの舞踊者
- 澤モリノ - ジプシーの踊り子
- 東光子
- 糸井繁代
- 山口はるみ
- 美都世きく子
- 渡邊吉之助 - ジプシーの音楽者

## 関連事項
- 生ける屍
- 生ける屍 (1929年の映画)
- 生ける屍 (1930年の映画)
- 火の夜

## 註
1. ↑  『日本映画発達史 I 活動写真時代』、田中純一郎、中公文庫、1975年11月25日 ISBN 4122002850、p.218-221.
2. ↑  『日本映画発達史 I 活動写真時代』、p.274-279.
3. 1 2  『日本映画発達史 I 活動写真時代』、p.274-279.
4. ↑  『無声映画俳優名鑑』、無声映画鑑賞会編、マツダ映画社監修、アーバン・コネクションズ、2005年、p.152。
5. 1 2 3 4  『わが映画の青春 - 日本映画史の一側面』、衣笠貞之助、中公新書、1977年、p.20-22.
6. ↑  Leo Tolstoy - IMDb（英語）, 2009年12月7日閲覧。
7. ↑  所蔵映画フィルム検索システム 検索結果、東京国立近代美術館フィルムセンター、2009年12月7日閲覧。